# چرا ازدواج کردم؟
«چرا ازدواج کردم؟» (انگلیسی: Why Did I Get Married?) فیلمی در ژانر کمدی-درام به کارگردانی تایلر پری است که در سال ۲۰۰۷ منتشر شد. داستان آن دربارهٔ مشکلات داشتن روابط پایدار در دنیای امروزی است و داستان ۴ زوج را بیان می‌کند که برای تعطیلات به کلرادو رفته‌اند، و سعی دارند بدون توجه به مشکلات مالی و روحی در کنار هم باشند اما این سفر آغاز چالش در زندگی هر چهار زوج است...

## بازیگران
- جنت جکسون
- جیل اسکات
- ملک یوبا
- مایکل جای وایت
- ریچارد تی جونز
- تایلر پری
- شارون لیل